# Chaostar
Chaostar — коллектив экспериментальной музыки, сайд-проект, организованный в Греции в 1998 году композитором Кристосом Антониу, Спиросом Антониу и другими участниками Septicflesh. Для музыкальных работ проекта характерны элементы классической музыки, оперного пения и оркестровых приемов. Большое значение для звучания композиций уделяется вокалу. Проект выпустил четыре альбома на звукозаписывающем лейбле Holy Records. Chaostar в официальной группе сети Facebook объявил о выходе нового альбома проекта (2016), записанного на лейбле Zero Gravity Studios.

## Описание творчества
Описание творчества проекта с официального сайта:
Rich, classical orchestration, celestial vocals, and lush soundscapes ebb in dynamics, language, and structure. Moving from classically-influenced pieces to Byzantine music and oriental sounds, ‘Anomima’ is truly a standout piece of worldly music that transports the listener into a dreamlike trance.
Пользовательское описание творчества проекта с портала музыки Last.fm:
«Инфернальная опера» — это самая уместная, на мой взгляд, характеристика их музыки, или еще можно сказать, что это саундтрек к фильму о конце света! Замогильный вой хоров, комбинирование оперных вокалов с экстремальными, отголоски SepticFlesh, плюс симфонический оркестр, создают своеобразную атмосферу потустороннего театрального действа посвященного концу света, реквиему по погибшим цивилизациям. Атмосфера, создаваемая музыкой Chaostar, вызывает стойкий и пугающий видеоряд, который стремительно несется у вас перед глазами и уносит далеко в холодный космос самопознания, вымораживая эмоции и сводя с ума.

## Дискография
- Chaostar (2000)
- Threnody (2001)
- The Scarlet Queen (2004)
- Underworld (2007)
- Anomima (2013)
- The Undivided Light (2018)[4]

## Участники
Текущий состав
- Христос Антониу — гитара, фортепиано, синтезатор, оркестровое наполнение (с 1998)
- Андроники Скула — вокал, меццо-сопрано (с 2009)
- Джордж Диамантопулос — традиционные инструменты (с 2012)
- Charalampos Paritsis — электронная скрипка (с 2012)
- Nick Vell — перкуссия (с 2013)

Бывшие участники
- Спирос Антониу — бас-гитара, экстремальный вокал (1998—2004)
- Сотирис Вагенас — гитара, вокал (1998—2004)
- Nathalie Rassoulis — сопрано (1998—2004)
- Sapfo Stavridou — вокал (2006—2007)
- Dionisis Christodoulatos — клавишные (2013)
- Фотис Бенардо[пол.] — ударные (2012—2014)